# Thomas Hitzlsperger
Thomas Hitzlsperger (Múnich, 5 de abril de 1982) es un exfutbolista alemán, que jugaba como mediocampista central.
Tras participar en los equipos juveniles de VfB Forstinning y el Bayern de Múnich, Hitzlsperger debutó en el fútbol profesional en el Aston Villa inglés, donde estuvo entre 2001 y 2005. Luego fue transferido al VfB Stuttgart donde estuvo hasta 2010, jugando 125 partidos, muchos de los cuales como capitán del equipo. Posteriormente, estuvo cortos períodos en Lazio, West Ham United, VfL Wolfsburgo y Everton. Jugó 52 partidos por la selección adulta de Alemania, incluyendo la Eurocopa 2008.
En septiembre de 2013, Hitzlsperger anunció su retiro pese a tener 31 años, debido a sus constantes lesiones y la poca estabilidad que tuvo en los años anteriores. Destacó por su potencia y su disparo de media y larga distancia.

## La Selección
Debutó en la selección de fútbol de Alemania el 9 de octubre de 2004 en un encuentro amistoso disputado en la ciudad de Teherán en Irán con una victoria alemana por 2:0, entrando en sustitución de B. Schneider al minuto 68 de juego.
Su primer gol con la selección de fútbol de Alemania fue el 6 de septiembre de 2006 en un encuentro de eliminatorias a la Eurocopa 2008 contra San Marino. En dicho partido, que finalizó con una victoria de 13:0, marcó dos goles: uno al minuto 66 que significaba el 9:0 y al minuto 73 que significaba el 11:0 a favor de Alemania.

### Participaciones en Copas del Mundo
| Mundial                        | Sede     | Resultado    |
| ------------------------------ | -------- | ------------ |
| Copa Mundial de Fútbol de 2006 | Alemania | Tercer lugar |

### Participaciones en Copas FIFA Confederaciones
| Copa                           | Sede     | Resultado    |
| ------------------------------ | -------- | ------------ |
| Copa FIFA Confederaciones 2005 | Alemania | Tercer lugar |

### Participaciones en Eurocopa
| Torneo        | Sede            | Resultado  |
| ------------- | --------------- | ---------- |
| Eurocopa 2008 | Austria y Suiza | Subcampeón |

## Clubes
| Club                       | País       | Año       |
| -------------------------- | ---------- | --------- |
| Aston Villa FC             | Inglaterra | 2001-2005 |
| → Chesterfield FC (cedido) | Inglaterra | 2001      |
| VfB Stuttgart              | Alemania   | 2005-2010 |
| Società Sportiva Lazio     | Italia     | 2010      |
| West Ham United            | Inglaterra | 2010-2011 |
| VfL Wolfsburgo             | Alemania   | 2011-2012 |
| Everton FC                 | Inglaterra | 2012-2013 |

## Títulos
| Título        | Club          | País     | Temporada |
| ------------- | ------------- | -------- | --------- |
| 1. Bundesliga | VfB Stuttgart | Alemania | 2006/07   |

## Vida privada
Hitzlsperger mantuvo durante ocho años una relación con una novia llamada Inga; sin embargo, en junio de 2007, el futbolista anunció la separación de la pareja a menos de un mes de casarse.
El 8 de enero de 2014, Hitzlsperger declaró abiertamente su homosexualidad, siendo el primer futbolista profesional de Alemania en hacerlo.